# Mittleres Murtal
Als Mittleres Murtal wird jener Abschnitt des Murtals bezeichnet, der sich von der Mur-Mürz-Furche bei Bruck an der Mur in südlicher Richtung bis zur steirischen Landeshauptstadt Graz erstreckt. Die Mur durchbricht dabei die geologischen Einheiten des Steirischen Randgebirges und Grazer Berglandes und formt ein charakteristisches Landschaftsbild.

## Verlauf

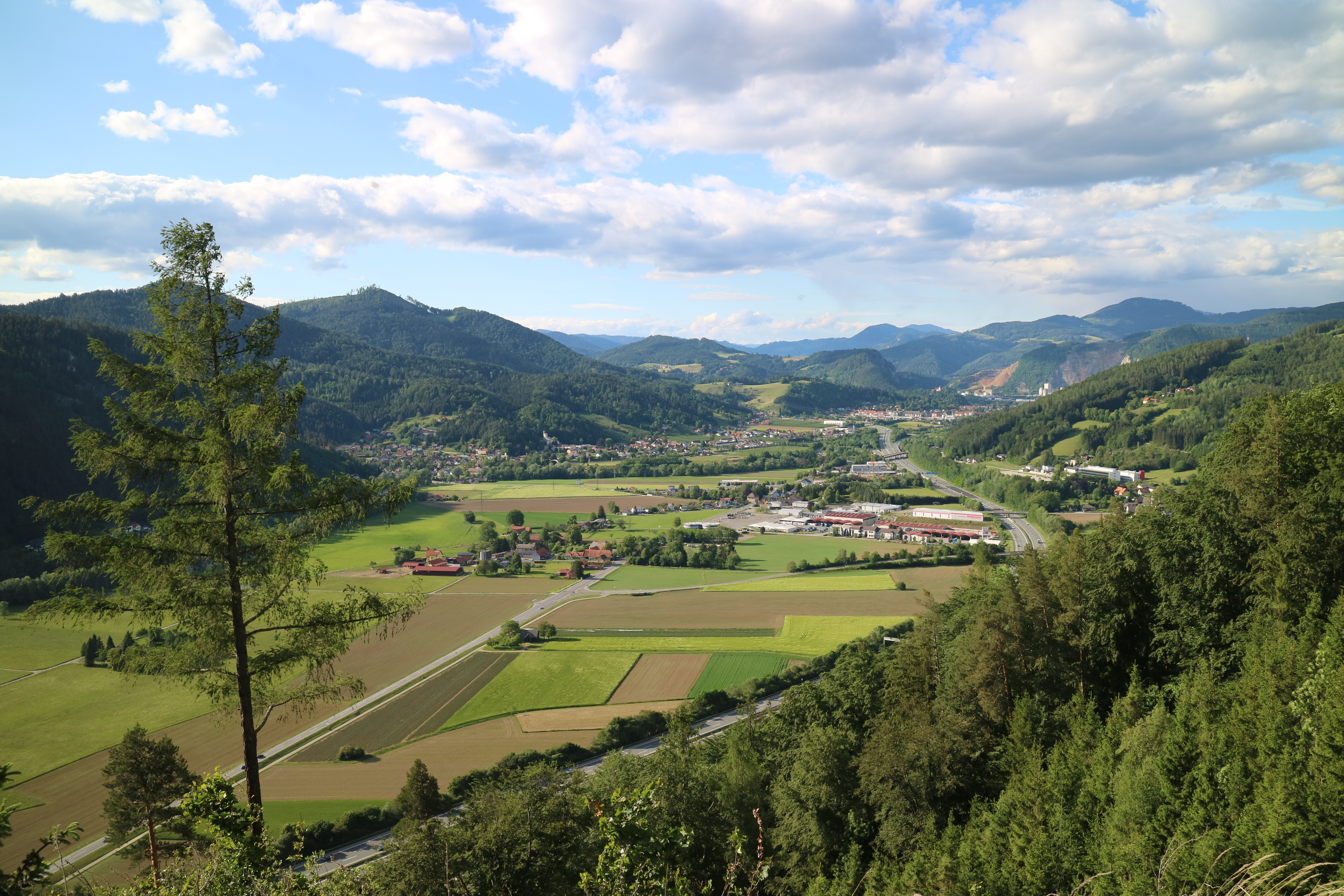
Mittleres Murtal bei Friesach

Das Mittlere Murtal erstreckt sich von der Bezirksstadt Bruck an der Mur bis nach Graz und bildet mit einer Länge von 48 km eines der längsten Nord-Süd-Täler Österreichs. Der erste Abschnitt zwischen Bruck und Pernegg gestaltet sich als enges Durchbruchstal, das die Gleinalpe im Westen von den Fischbacher Alpen im Osten trennt. Danach teilt die Mur das Grazer Bergland in zwei orographische Einheiten und beschreibt bei Frohnleiten ein markantes Knie. Auf breiterer Talsohle durchfließt der Fluss nach zwei weiteren Engstellen das Gratkorner Becken. Nach einem vierten und letzten Durchbruch mündet das Tal im Stadtgebiet von Graz in das weite Grazer Feld. 
Die wichtigsten Nebentäler sind flussabwärts Breitenauer Tal, Tyrnauer Graben und Rötschgraben links sowie Gamsgraben, Übelbachtal, Stübingtal und die Schirning rechts der Mur.

## Geologie und Geomorphologie
Die Mur bahnte sich entlang tektonischer Bruchlinien einen Weg durch das Randgebirge und schnitt sich tief in den Gesteinsverband ein. Dieser epigenetische Durchbruch äußert sich in einer charakteristischen Gliederung mit mehreren durch Talengen voneinander getrennten Talkammern. Davon nimmt das Gratkorner Becken den Rang eines selbständigen landschaftlichen Teilgebiets ein.
Während Gleinalpe und Fischbacher Alpen aus kristallinen Gneisen aufgebaut sind, dominiert von Pernegg flussabwärts das Grazer Paläozoikum mit verschiedenen wandbildenden Kalken und Dolomiten. Die Karbonatgesteine von Röthelstein, Tanneben und Kugelstein, insbesondere der Schöcklkalk, weisen beträchtliche Verkarstungen auf und ermöglichten im Zuge der schrittweisen Eintiefung der Mur die Entstehung mehr oder weniger umfassender Höhlensysteme.
Vor allem die Lurgrotte, eine der größten Tropfsteinhöhlen Österreichs, und die archäologisch bedeutende Drachenhöhle bei Mixnitz genießen internationale Bekanntheit. Die Talfülling besteht aus fluvioglazialen Sedimenten, deren Mächtigkeit mehrere Zehnermeter ausmachen kann.

## Klima
Zusammen mit seinen Seitentälern stellt das Mittlere Murtal eine eigenständige Klimaregion innerhalb des Randgebirges dar. Aufgrund von Druck- und Temperaturdifferenzen zwischen dem inneralpinen Raum und dem südöstlichen Alpenvorland erfüllt das Klima eine Ausgleichsfunktion, die sich vor allem in der ausgiebigen Durchlüftung äußert. Insbesondere der Murtalauswind und der Nordföhn prägen das Klima, an den Engstellen kann es zu Düseneffekten kommen. Daraus resultiert eine thermische Begünstigung mit wenigen Frost- und Nebeltagen sowie geringer Inversionsgefährdung, die sich etwa Obstbauern im Raum Frohnleiten zunutze machen. Dort liegt das Jahresmittel der Temperatur zwischen 8,7 und 9,1 °C. Die Niederschlagsverhältnisse gleichen jenen in Graz und sorgen für schneearme Winter und relativ gewitterreiche Sommer.

## Besiedlung
Aus dem Mittleren Murtal stammen die frühesten Zeugen menschlicher Besiedlung in der Steiermark. Altsteinzeitliche Funde von Steinklingen und Faustkeilen aus der Drachenhöhle bei Mixnitz bilden die ältesten Relikte und wurden auf ein Alter von 100.000 Jahre geschätzt. Weitere archäologische Fundstätten stein- und bronzezeitlicher Relikte sind die Repolusthöhle und die Badlhöhle bei Peggau. Am rechten Murufer zeugen Siedlungsspuren am Kugelstein aus der Latène- und Römerzeit ebenfalls von früher Besiedlung. Heute leben im Mittleren Murtal rund 30.000 Menschen. Insgesamt umfasst das Tal acht Gemeinden mit gut 30 geschlossenen Ortschaften:
- Bruck an der Mur: Einöd, Übelstein
- Pernegg an der Mur: Zlatten, Kirchdorf, Pernegg, Traföss, Mautstatt, Mixnitz
- Frohnleiten: Röthelstein, Laufnitzdorf, Peugen, Rothleiten, Maria Ebenort, Wannersdorf, Frohnleiten, Schönau, Brunnhof, Adriach, Ungersdorf, Schrauding, Badl
- Peggau: Peggau, Friesach
- Deutschfeistritz: Deutschfeistritz, Königgraben, Kleinstübing
- Gratkorn: Unterfriesach, Kirchenviertel
- Gratwein-Straßengel: Gratwein, Hundsdorf, Rötz, Straßengel, Judendorf
- Graz: Raach

## Wirtschaft und Infrastruktur

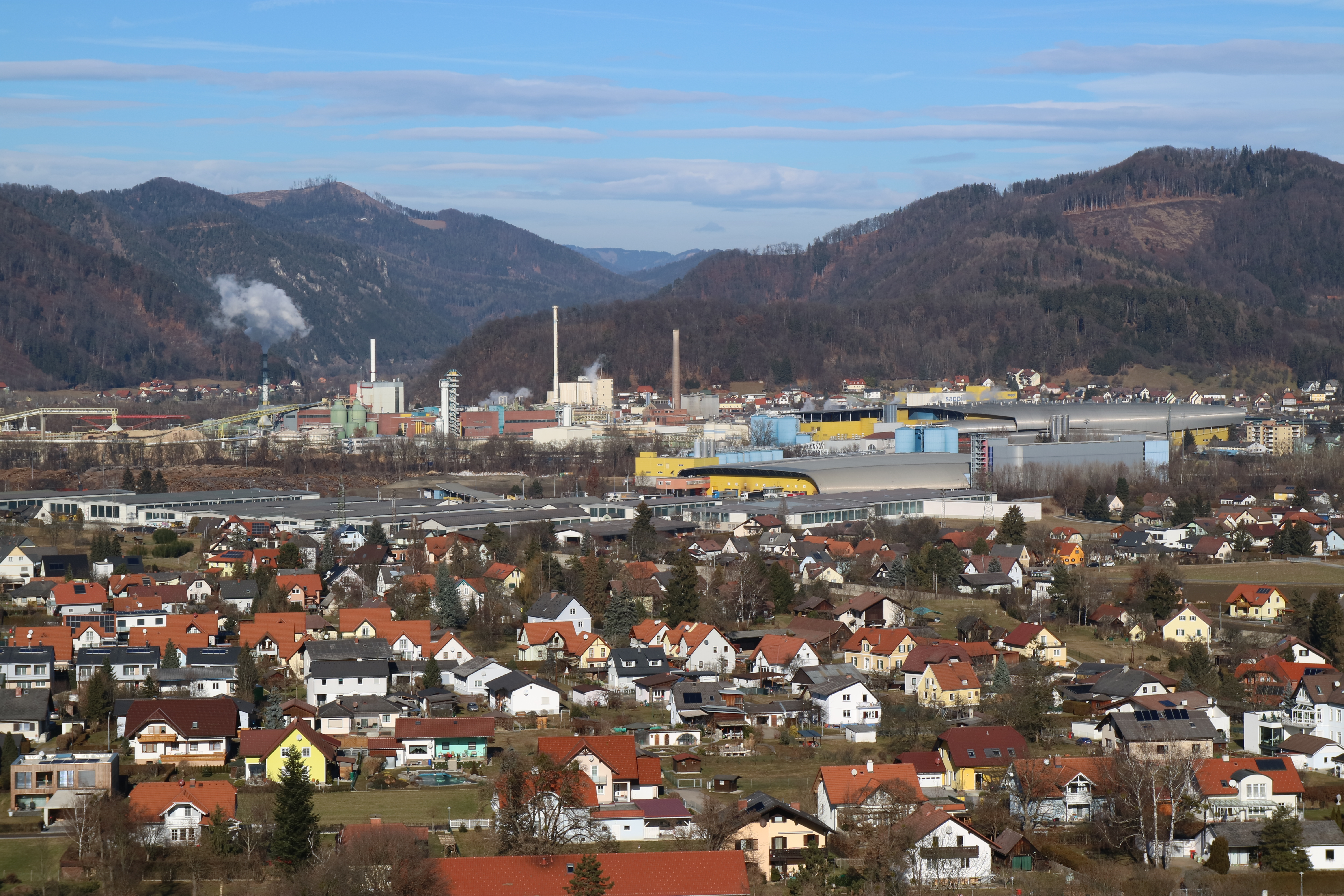
Sappi-Niederlassung in Gratkorn

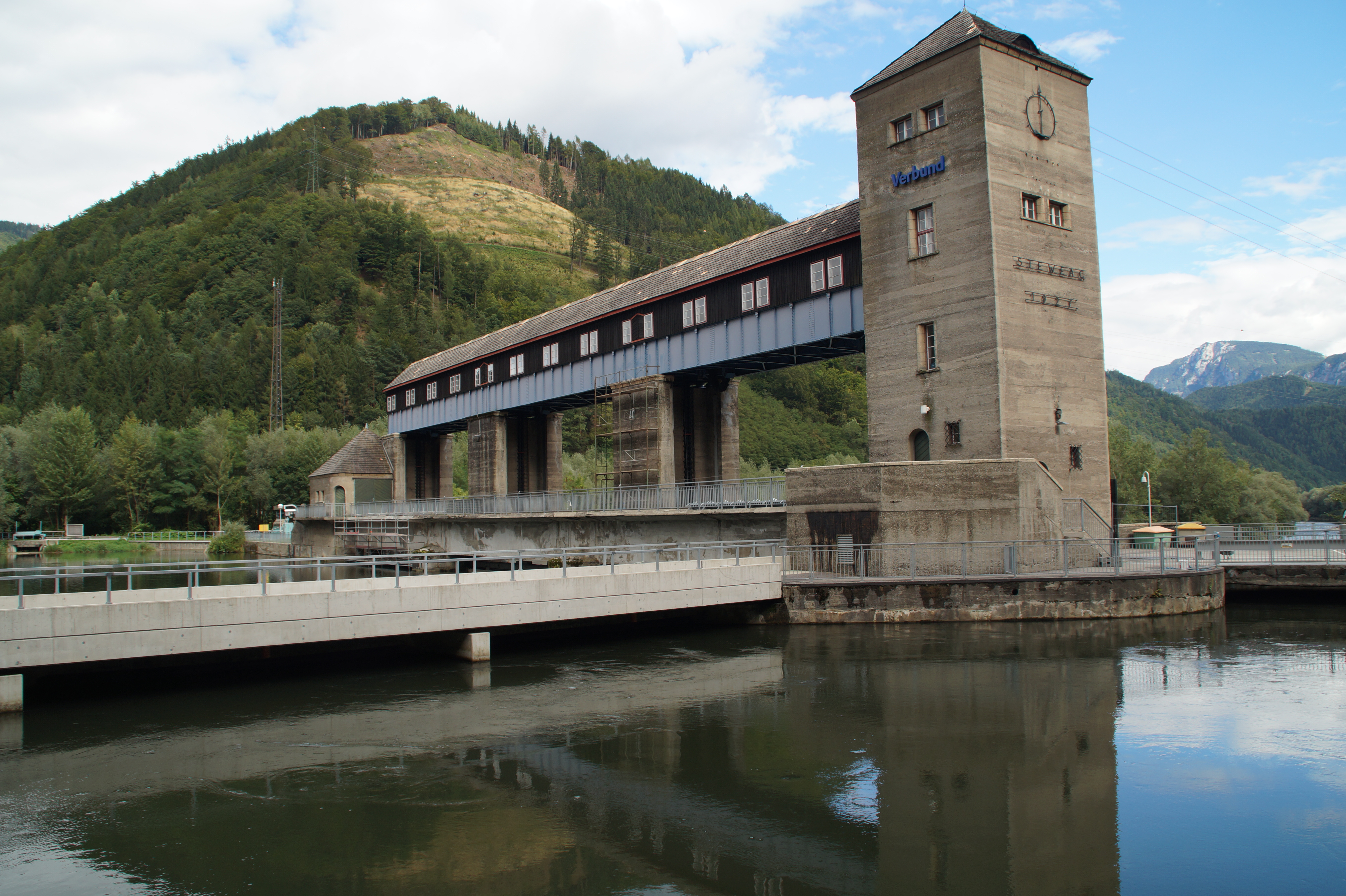
Wehranlage Zlatten (KW Pernegg)

Das Mittlere Murtal ist ein wichtiger Verkehrsraum und enthält einen Teilabschnitt der Österreichischen Südbahn. Die insgesamt sieben Bahnhöfe haben jedoch keine überregionale Bedeutung und es halten lediglich Züge der S-Bahn. Ein Knotenpunkt von lokaler Relevanz ist der Bahnhof Peggau-Deutschfeistritz, von wo aus die gut 10 km lange Lokalbahn Peggau–Übelbach abzweigt. Die Breitenauerbahn, die in Mixnitz beginnt, dient heute fast ausschließlich dem Güterverkehr. Während durch den Südabschnitt und das Übelbachtal die Pyhrn Autobahn (A 9) verläuft, die das Mittlere Murtal mit der Obersteiermark verbindet, ist der Nordteil durch die Brucker Schnellstraße (S 35) erschlossen. Zudem durchquert die Grazer Bundesstraße (B 67) das Tal zwischen Peggau und Graz.
Entlang der Verkehrsachse haben sich einige größere Betriebe angesiedelt. Die wichtigsten Arbeitgeber sind Mayr-Melnhof Karton in Frohnleiten, die Papierfabrik Sappi in Gratkorn und die Zementwerke Wietersdorfer & Peggauer in Peggau. Neben Industrie und Bergbau kommt der Energie- und Wasserwirtschaft ein hoher Stellenwert zu. Die Mur wird auf ihrem Lauf zwischen Bruck und Graz neun Mal aufgestaut. Allein die sieben, zwischen 1925 und 1998 errichteten, Laufkraftwerke des Verbunds erzeugen zusammen jährlich durchschnittlich 561 GWh Strom.
Durch das Tal verläuft die Trinkwasserleitung der Zentral-Wasserversorgung Hochschwab Süd (ZWHS), an die die Gemeinden Pernegg und Frohnleiten via Übergabestationen angeschlossen sind. Im Wasserwerk Friesach erfolgt die Übergabe an das Grazer Leitungsnetz. Ebendort fördert ein Horizontalfilterbrunnen im quartären Schotterkörper Grundwasser und trägt so ebenfalls zur Wasserversorgung der steirischen Landeshauptstadt bei. Zusätzlich wurde in der Vergangenheit Karstwasser in das Grundwasseraquifer eingespeist.

## Tourismus
Im Mittleren Murtal befinden sich einige der beliebtesten Sehenswürdigkeiten im näheren Umkreis von Graz. Natürliche Attraktionen sind etwa die Bärenschützklamm bei Mixnitz oder die Lurgrotte bei Peggau. Weitere Anziehungspunkte bilden das Freilichtmuseum Stübing, die Wallfahrtskirche Maria Straßengel und die pittoreske Altstadt von Frohnleiten. Über dem letzten Durchbruchstal bei Raach thront die Burgruine Gösting mit dem sagenumwobenen Aussichtspunkt Jungfernsprung. Wenige Kilometer abseits der Hauptverkehrsroute können außerdem das Stift Rein oder der Kesselfall besichtigt werden. Daneben existieren zahlreiche Wanderwege, unter anderem der Grazer Umland-Weg, und Kletterrouten, letztere etwa am Röthelstein oder über der Badlwandgalerie.